# Горовенко, Григорий Гаврилович
Григорий Гаврилович Горовенко (укр. Григорій Гаврилович Горовенко; 21 января (3 февраля) 1914, с. Песчаная — 11 октября 1986, Киев) — украинский советский фтизиохирург, доктор медицинских наук, профессор, Заслуженный деятель науки и техники Украинской ССР (1969), лауреат Государственной премии Украины в области науки и техники (посмертно, 1997).
Один из основателей школы современной фтизиохирургии Украины.

## Биография
Родился в крестьянской семье. С 1928 по комсомольской путёвке работал в Горловке на восстановлении шахт Донбасса. Окончил горно-промышленное училище, трудился на шахте «Кочегарка», крепильщиком, затем забойщиком и машинистом электровоза в бригаде прославленного стахановца Н. Изотова. Одним из первых на шахте получил почётное звание ударника труда.
В 1935 как передовик, был направлен на учёбу, в 1939 окончил 1-й Харьковский медицинский институт.
С первых дней Великой Отечественной войны был военно-полевым хирургом. Принимал участие в боях под Ленинградом, Сталинградом, на Курской дуге, в Корсунь-Шевченковской, Умань-Ботошанской и Яссо-Кишиневской операциях, в освобождении Румынии, Югославии, Венгрии, Чехословакии и Австрии. Имел ранения, стал инвалидом. Был награждён орденом Отечественной войны и удостоен благодарности от маршала Советского Союза Г. К. Жукова.
В 1946 году как инвалида войны его демобилизовали. Приступил к работе врачом в Киевском НИИ туберкулеза им. академика Ф. Г. Яновского (ныне ГУ «Национальный институт фтизиатрии и пульмонологии им. Ф. Г. Яновского АМН Украины»). Прошёл путь от врача до заведующего хирургическим отделением, профессора, заместителя директора по научной работе, Главного торакального хирурга Украины.
С 1969 возглавлял проблемную комиссию «Патология органов дыхания» Минздрава УССР.
Умер в Киеве. Похоронен на Байковом кладбище.

## Научная деятельность
Г. Г. Горовенко занимался вопросами развития организационных и научных основ интеграции фтизиатрии и пульмонологии, дифференциальной диагностики заболеваний лёгких, патофизиологии дыхания и кровообращения, биохимических нарушений при лёгочной патологии.
Внёс весомый вклад в изучение различных патофизиологических изменений со стороны дыхательной и сердечно-сосудистой систем у больных с патологией лёгких в связи с оперативным вмешательством, хирургического лечения заболеваний легких в сочетании с сахарным диабетом.
Разрабатывал методы кавернотомии и кавернопластики, резекции лёгких после коллапс хирургических вмешательств, вопросы хирургического лечения распространенных форм туберкулёза, неспецифических заболеваний лёгких, различные варианты оперативных вмешательств с использованием медицинского клея типа «Циакрин», резекции лёгких у больных сахарным диабетом.
Горовенко Г. Г. — автор более 250 научных трудов, в том числе 7 монографий, посвященных широкому кругу научных вопросов, касающихся совершенствования методов хирургического лечения заболеваний органов дыхания. Большинство его монографий освещали вопросы резекционной хирургии.

## Важнейшие публикации
- Горовенко Г. Г. Хирургическое лечение каверн при туберкулёзе лёгких путём их вскрытия. — Киев: Госмедиздат УССР, 1954.
- Горовенко Г. Г. Резекция лёгких после неэффективной коллапсотерапии. — Киев: Госмедиздат УССР, 1962.
- Горовенко Г. Г. Операции непосредственного воздействия на каверну лёгкого. — М., 1967.
- Горовенко Г. Г., Соколов С. Б., Слепуха И. М. Хирургическое лечение заболеваний легких у больных пожилого возраста. — Киев, 1975.

## Награды
- орден Ленина,
- орден Отечественной войны
- Заслуженный деятель науки и техники Украинской ССР (1969)
- Государственная премии Украины в области науки и техники (посмертно, 1997) — за «Научную разработку и создание системы пульмонологической помощи на Украине».
- медали СССР
- почётный шахтёр шахты «Кочегарка»